# 塩化ルビジウム
塩化ルビジウム（えんかルビジウム、rubidium chloride）は組成式RbClで表されるルビジウムの塩化物である。

## 製法
ルビジウムを主とする天然鉱物はほとんど見出されず、リチア雲母などの鉱物に少量含まれ、リチウム塩あるいはセシウム塩製造の際、不純物から副産物として得られる。
炭酸ルビジウムを塩酸に溶解し濃縮すると結晶が析出する。
{\displaystyle {\ce {Rb2CO3\ + 2HCl -> 2RbCl\ + CO2\ + H2O}}}

## 性質
無色の結晶であり、室温では6配位の塩化ナトリウム型構造をとり、その格子定数はa = 6.54Å、Rb−Cl結合距離は3.29Åである。しかし−190℃では8配位の塩化セシウム型構造をとるようになる。
水および液体アンモニアに易溶性であるが、メタノールには25℃で飽和溶液100ｇ中に1.32gの溶解度であり、アセトンでは18℃で飽和溶液100ｇ中に2.1×10−4gしか溶解しない。
塩化リチウムと複塩を生成する。
{\displaystyle {\ce {LiCl\ + RbCl -> RbLiCl2}}}